# Предприятия смешанной экономики
Предприятие со смешанной экономикой — предприятие, которое поддерживается совместно акционерами государственного сектора (федерального, государственного, местного) и частного сектора.
Предприятия со смешанной экономикой также называются частично приватизированными компаниями, если государственный сектор постепенно сокращает свои доли в публичной компании по мере продвижения приватизации.
В смешанном предприятии распределение факторов производства осуществляется как через рыночные механизмы, так и посредством государственного регулирования для достижения экономической эффективности и социальной справедливости.